# Pieter Holmplein
Pieter Holmplein is een plein in Amsterdam-Oost.

## Ligging en geschiedenis
Het plein ligt in de wijk IJburg (West) in de buurt Steigereiland (Zuid). Het plein en de Pieter Holmstraat werden door stadsdeel Zeeburg respectievelijk in 2005 en 2004 van hun naam voorzien; een vernoeming naar de Zweedse zeeman Pieter Holm, die enige tijd in Amsterdam woonde. Het plein wordt ingesloten door een aantal straten Johan Lulofsstraat (Johan Lulofs), Jan Olphert Vaillantstraat (Jan Olphert Vaillant), Cornelis Zillesenlaan (Cornelis Zillesen) en de belangrijkste verkeersroute van de buurt en wijk: IJburglaan. De Pieter Holmstraat ligt in de westelijke verlenging van het plein.

## Bebouwing
Het plein is een soort hofje; de bebouwing omringt het plein. Het werd rond 2005/2006 gebouwd en opgeleverd in opdracht van woningbouwvereniging Ymere. Zij gaf opdracht een complex uit te werken ontworpen door ANA Architecten. Het gebouw kreeg de naam Multifunk mee, een verwijzing naar de multifunctionaliteit van de eenheden. Woningen kunnen snel omgebouwd worden naar bedrijfsruimten en omgekeerd. Duurzaamheid maakt deel uit van het complex waarbij sommige gevelelementen bestaan uit gerecyclede onderdelen. Het complex heeft een hoge gevel langs de IJburglaan, die vleugels heeft die qua hoogte afnemen aan de straten, waar de bebouwing langzaam overgaat in eengezinswoningen. Aan de noordzijde staat een hoog poortgebouw.  

## Waves at IJburg
Op het plein stond sinds 2008 het kunstwerk Waves of IJburg van Rein Jelle Terpstra. Hij gaf in vijvers met golvend water het plein een historische context. Het was geïnspireerd op water van de Zuiderzee dat hier ooit klotste. Het was een interactieve vijver; water begon te golven als er personen bewogen. Het klotste echter te veel en de vijvers werden rond 2015 volgestort met aarde en gebruikt als grote plantenbakken.

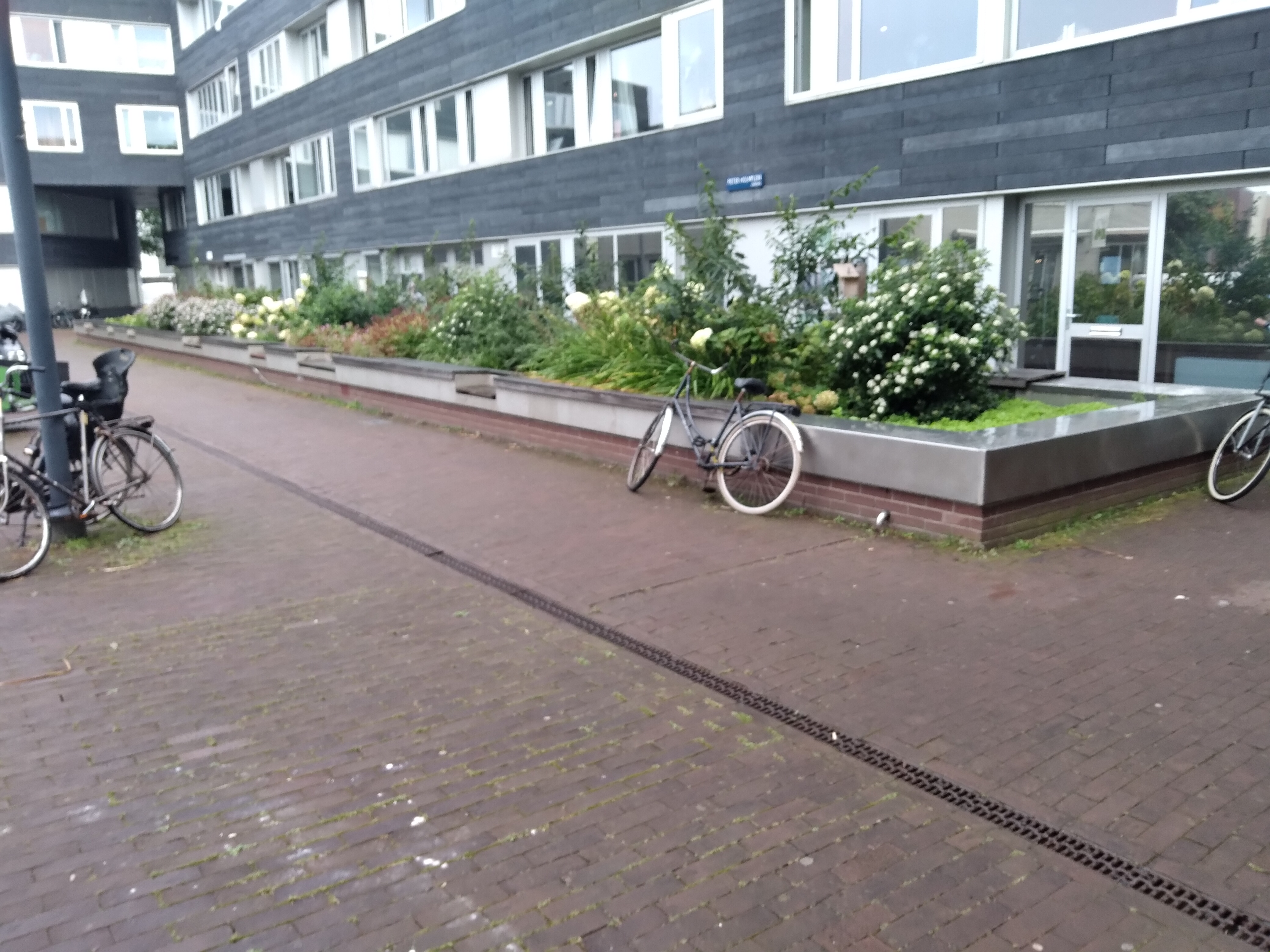
Een van de vijvers van Terpstra (september 2021)

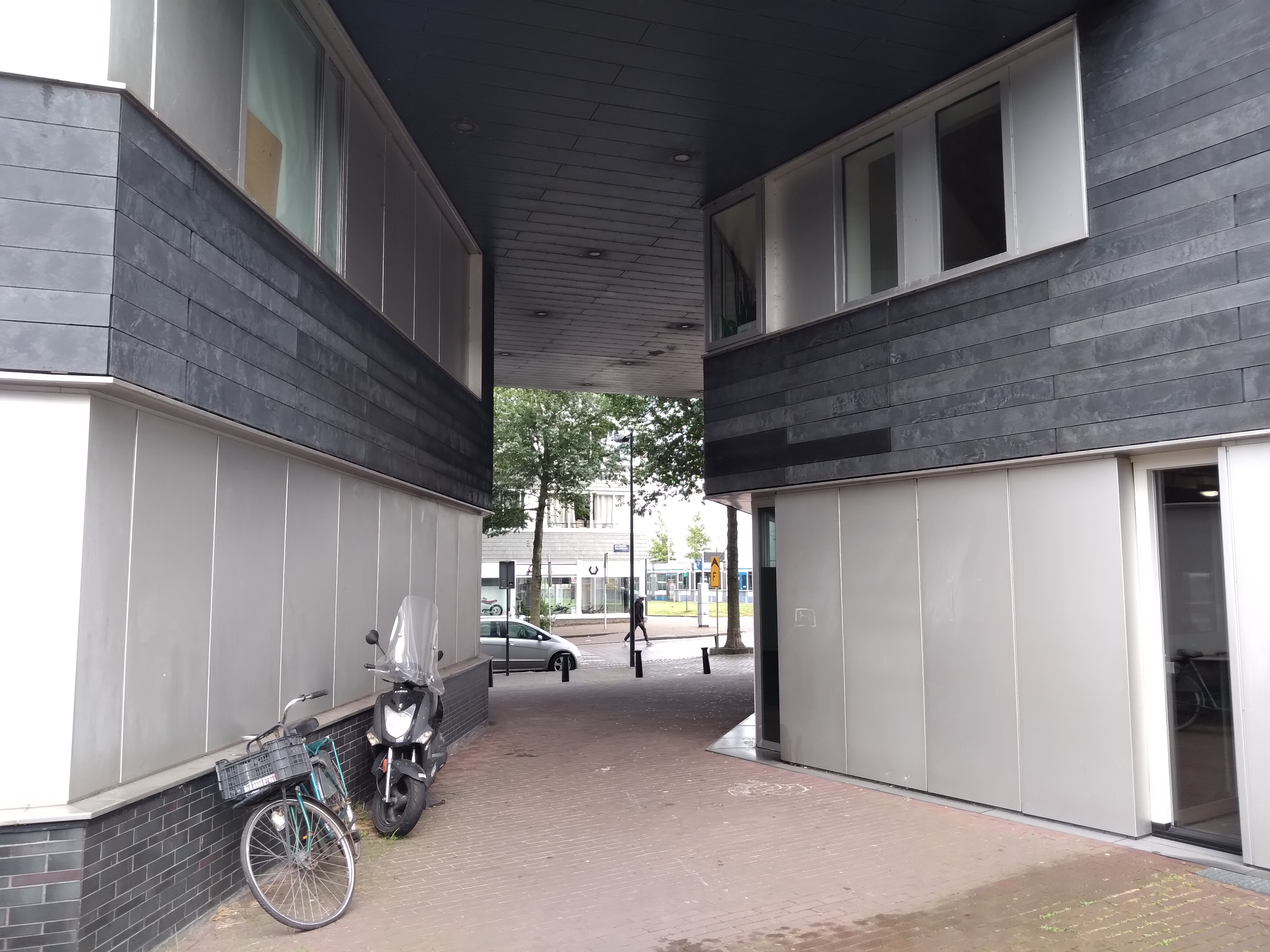
Poortgebouw vanaf plein (september 2021)